# Damien Garvey
Damien Garvey (17 marzo 1960) è un attore australiano.

## Biografia
Nella prima parte della sua carriera ha interpretato ruoli marginali in alcune serie televisive australiane, debuttando nel 1998. Il successo giunge con la partecipazione a East of Everything, serie trasmessa nel 2008 e 2009. Con la successiva interpretazione nella serie Underbelly, del 2010, conquista l'AACTA Award quale miglior attore non protagonista in una serie drammatica.

## Filmografia parziale

### Cinema
- Under the Radar, regia di Evan Clarry (2004)
- In Her Skin, regia di Simone North (2009)
- Accidents Happen, regia di Andrew Lancaster (2009)
- Daybreakers - L'ultimo vampiro (Daybreakers), regia di Michael e Peter Spierig (2009)
- Beauty and the Beast, regia di David Lister (2010)
- Shark 3D (Bait), regia di Kimble Rendall (2012)
- Drive Hard, regia di Brian Trenchard-Smith (2014)
- Eroe di acciaio (Bleeding Steel), regia di Leo Zhang (2017)
- Love and Monsters, regia di Michael Matthews (2020)

### Televisione
- Perché a me? (Mortified) – serie TV, episodio 2x03 (2007)
- Terra Nova – serie TV, 8 episodi (2011)
- Rake – serie TV, 32 episodi (2012-2018)
- Jack Irish – serie TV, 16 episodi (2016-2021)
- The Kettering Incident – serie TV, 8 episodi (2016)
- Harrow – serie TV, 30 episodi (2018-2021)
- Nine Perfect Strangers – serie TV, episodio 1x01 (2021)
- The Artful Dodger, regia di Jeffrey Walker, Corrie Chen e Gracie Otto – miniserie TV (2023)
- Nautilus – serie TV, 9 episodi (2024)
- Ombre nell'acqua (The Survivors), regia di Cherie Nowlan e Ben C. Lucas – miniserie TV (2025

## Doppiatori italiani
Nelle versioni in italiano delle opere in cui ha recitato, Damien Garvey è stato doppiato da:
- Pierluigi Astore in Harrow, Nine Perfect Strangers
- Stefano Alessandroni in Shark 3D, Ombre nell'acqua
- Lucio Saccone in Daybreakers - L'ultimo vampiro